# Horní Lesák
Horní Lesák je zrušená přírodní památka ev. č. 1956, která se nachází v okrese Jindřichův Hradec. Správa AOPK České Budějovice. Jedná se o rybník napájený vodou Hamerského potoka, kolem kterého se nachází přírodní rašeliniště a třasoviště.

## Historie
Chráněné území vyhlášené okresním úřadem v Jindřichově Hradci v roce 1998 zrušil Krajský úřad Jihočeského kraje s účinností ke dni 13. dubna 2011 a zároveň jej začlenil do nově vyhlášené přírodní památky Rybníky u Lovětína.

## Předmět ochrany
Důvodem ochrany je rybník a zamokřené louky s bohatým výskytem obojživelníků, vzácných druhů rostlin (jako např. Nymphaea candida, Sparganium minimum, Carex lasiocarpa, Lysimachia thyrsiflora), vzácných druhů hmyzu, ale jeho populace byla značně redukována vlivem vypuštění rybníka pro poškození výpustného zařízení, které proběhlo v roce 2000. Během vypuštění porostla přibližně čtvrtina plochy rybníka druhotným porostem (třtina křovištní). Složité majetkové vztahy umožnily provedení oprav výpustního zařízení až koncem roku 2002 po zásahu Agentury ochranu přírody a krajiny ČR. Během roku 2002–2003 došlo k částečnému odbahnění.
V roce 2000 byl v oblasti zaznamenán výskyt šídlatky zelené v počtu až několika desítek kusů a v roce 2003 se objevilo i šidélko jarní (nejspíše poslední známá lokalita tohoto druhu v Česku), vážka jasnoskvrnná a dalších 11 druhů vážek. Populace se neustále rozrůstala, jak potvrdilo poslední sčítání v roce 2007.